# Tangestan (Verwaltungsbezirk)
Tangestan  (persisch شهرستان کنگان) ist ein Schahrestan in der Provinz Buschehr im Iran. Er enthält die Stadt Ahram, welche die Hauptstadt des Verwaltungsbezirks ist. 
Die Region Tangestan im Süden Irans ist für ihren Widerstand gegen die Invasion der britischen Streitkräfte im späten 19. Jahrhundert bekannt. Der Bezirk Tangestan ist die Heimat der als Tangesier bekannten Volksgruppe. Rais Ali Delvari, der Befehlshaber der Tangesier-Kämpfer, ist in der Region als Nationalheld bekannt. Tangestan ist im Iran auch für seine hochwertigen Datteln bekannt.

## Demografie
Bei der Volkszählung 2016 betrug die Einwohnerzahl des Schahrestan 76.706. Die Alphabetisierung lag bei 86 Prozent der Bevölkerung. Knapp 31 Prozent der Bevölkerung lebten in urbanen Regionen.
| Zensusjahr | Einwohnerzahl |
| ---------- | ------------- |
| 2011       | 70.282        |
| 2016       | 76.706        |